# Famille de Sévérac
Pour les articles homonymes, voir Sévérac.

Blason des Sévérac.

Blason de Déodat de Caylus
.

La famille de Sévérac est une famille française noble d'extraction, originaire du château de Sévérac à Sévérac dans le Rouergue, qui s'est fondue au XVIe siècle dans la famille de Caylus.
Sa filiation qui remonte au XIIe siècle s'est faite plusieurs fois en ligne féminine, faisant distinguer deux Maisons de Sévérac successives qui sont éteintes de nos jours.
Il a existé plusieurs fiefs du nom de Sévérac en France. Il a existé plusieurs familles nobles distinctes et sans preuves de rattachement portant ce nom, dont l'une est subsistante aujourd'hui.

## Origines
Le château fort de Sévérac, près des sources de l'Aveyron, est le berceau d'une illustre race de chevalerie et de haut baronnage qui, après avoir subsisté avec éclat pendant la première période féodale, voit sa descendance masculine interrompue à la fin du XIIe siècle et se greffer aux Combret-Caylus.
Le défaut de chartes et de monuments historiques antérieurs à l'avènement de Hugues Capet au trône, ne nous donne qu'une connaissance traditionnelle sur les commencements de la plupart des grandes familles dans ces temps reculés. Aussi l'origine des seigneurs de Séverac se perd-elle dans l'obscurité du Xe siècle ; mais il est certain du moins que ces barons descendent d'une illustre et puissante race, puisque dès leur apparition sur la scène politique, on les voit figurer avec tous les caractères de puissance et de splendeur qui distinguent la noblesse de premier ordre.

## Première Maison de Sévérac

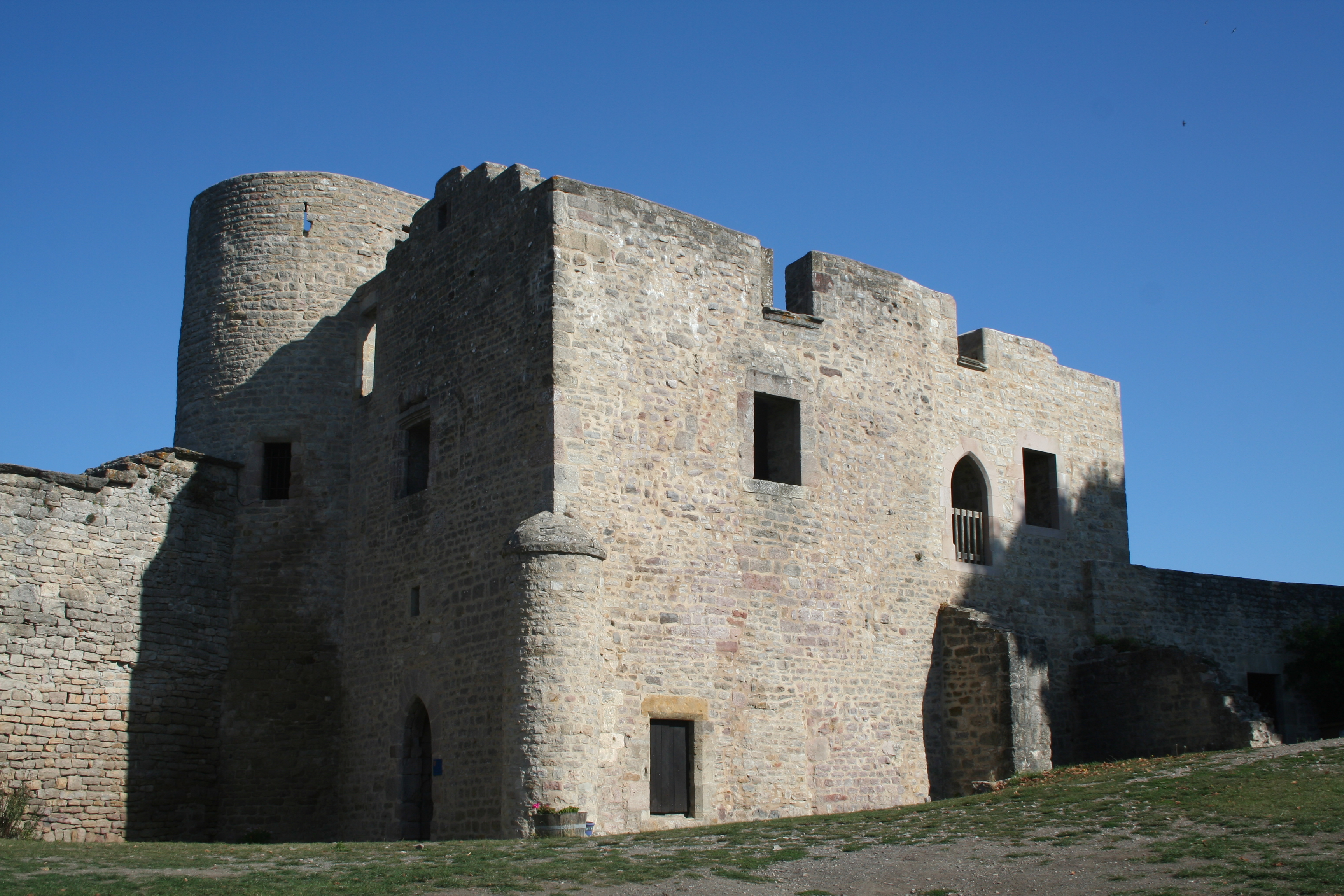
Chapelle du château de Sévérac.

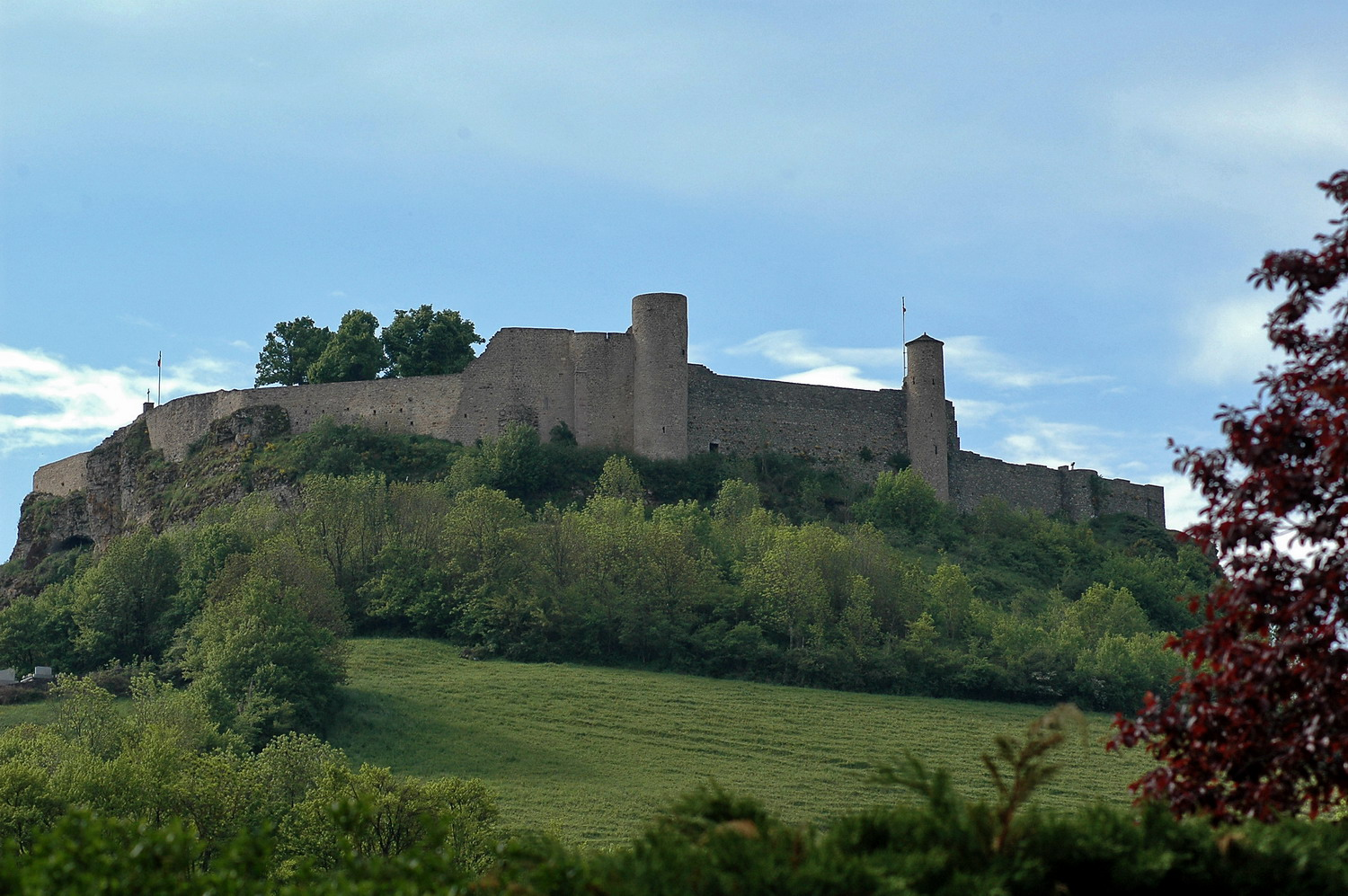
Une face du château de Sévérac a toujours un aspect médiéval.

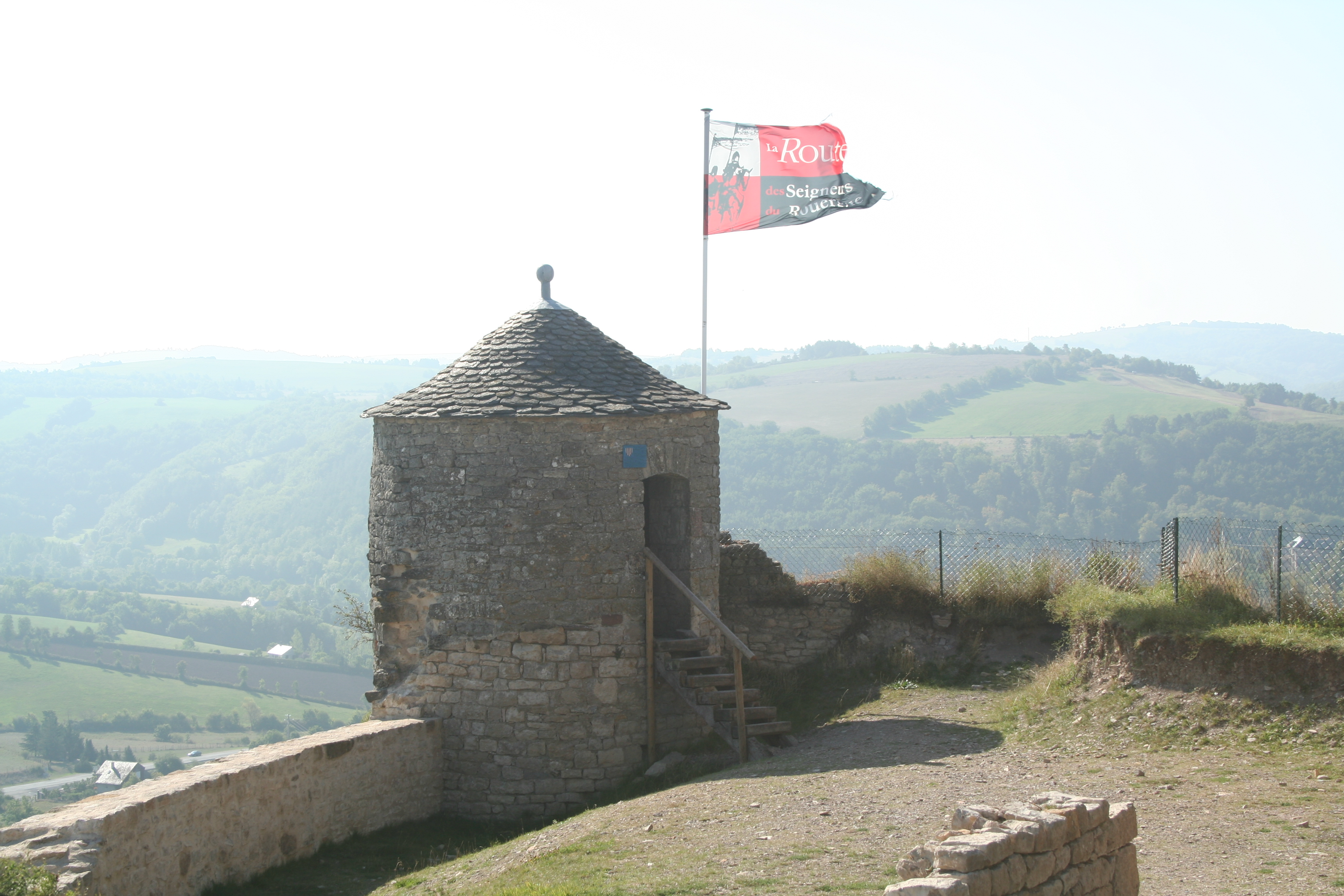
La baronnie de Sévérac comprend en Gévaudan : la châtellenie du Recous, les paroisses d'Inos et de Saint-Georges, le bailliage de Lévejac, les paroisses de Dolan, de Saint-Préjet et des Vignes, et une partie de la paroisse de Banassac.

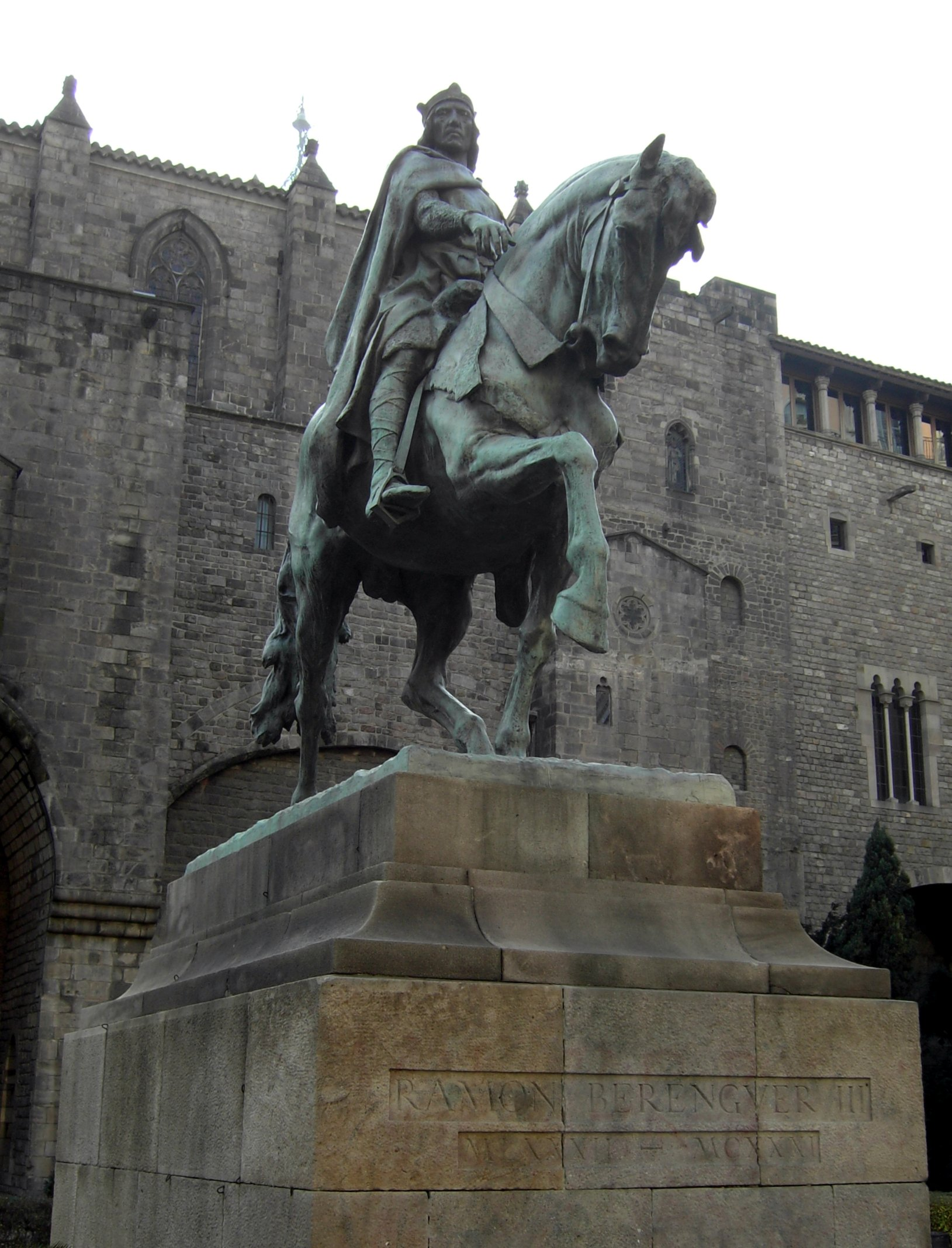
Raimond-Bérenger III de Barcelone, beau-frère de Gui III de Sévérac.

Toutefois, c’est certainement à tort que L'histoire du Languedoc de Pierre Andoque, conseiller au présidial de Béziers, et avec lui les généalogistes de la Maison d'Arpajon, prétendent que la Maison de Sévérac, tire son origine des rois d'Aragon, comtes de Barcelone. Selon Louis Moréri, les armoiries des Séverac sont celles des rois d'Aragon, dont ils sont issus. Mais la Maison de Sévérac existe en Rouergue avant que la Maison d'Aragon n’y soit possessionnée. Certes, les armes de la maison d'Aragon sont d'or à quatre et non à trois pals de gueules, et celles de la Maison de Sévérac sont d'argent à quatre pals de gueules, mais cela ne prouve rien. La plus ancienne Maison de Séverac descend peut-être des premiers vicomtes de Millau, qui possèdent cette vicomté avant la maison de Barcelone. Cette présomption est fondée sur ce qu'en 937, la contrée connue sous le nom de Sévéraguais fait partie de la vicomté de Millau. Plus tard, elle est encore de la mouvance des vicomtes. En 1211, Raimond III, vicomte de Turenne vers 1192, qui a pour femme Hélis de Séverac, fille de Gui, fait hommage du château de Sévérac à Pierre, roi d'Aragon, qui le reçoit comme vicomte de Millau. Certes, le doute demeure : ces armes ont fait admettre dans les lettres patentes de l'érection de la duché-pairie d'Arpajon par Louis XIV en 1650 la prétention d'une communauté d'origine entre ces princes et les Sévérac.
- En 1003, Gui Ier de Sévérac fonde probablement l'abbaye et l’église de Saint-Sauveur de Séverac de Sévérac[7]. Il est peut-être le même que celui qui est cité en 1050[8]. Un château fortifié est probablement construit sur la butte de Sévérac dès les Xe et XIe siècles par les premiers barons[9].

Blason des premiers Canillac.

Armoiries des Comborn, vicomtes de Turenne.

- I. Déodat de Séverac, seigneur de Sévérac, figure dans une donation de Bérenger, vicomte de Millau, en 1070 à l'abbaye Saint-Victor de Marseille[10]. Il a deux fils, dont :
- IIa. Gui II de Sévérac, attesté le 1er mars 1103, fonde l'abbaye Saint-Sauveur de Séverac en 1116, ordre de Saint-Benoit, dont deux de leurs filles sont successivement abbesses[3]. Il est marié à Aldoindie. Gui II n'a de son mariage que des filles, et Déodat II, son frère, lui succède[11]. L'une de ses filles, Alix, se marie à un Raymond, vicomte de Turenne[6]
- IIb. Du temps de Déodat II de Sévérac, Gilbert Ier de Gévaudan, consent, au mois de mars 1103, avec son frère le comte Richard, à l'union de l'abbaye de Saint-Sauveur de Séverac, en Rouergue, fondée autrefois pour des filles par son frère Gui de Séverac, à l'abbaye de Saint-Chaffre. Cette union est faite par Déodat II, seigneur de Séverac, Ermengarde, sa femme, et leurs fils. Mais l'ordre ne règne pas longtemps dans l'abbaye de Saint-Sauveur, et Déodat II, de concert avec l'évêque de Rodez, en expulse les religieuses, le 4 mars 1150, et les fait enfermer dans un village appelé Bellas, près de Séverac[12]. L'évêque Adhémar met à leur place les Religieux de Saint-Chaffre du Puy. Il leur donne les églises de Séverac, de Gaillac et de Saint-Dalmazy, suivant la demande formulée par Déodat, son épouse et ses enfants, du consentement du vicomte de Millau. Déodat II et Guy II ont un frère, Raymond, dont la fille, Plaz de Séverac, épouse en 1147 Raymond d'Aigrefeuille[3]. Leur descendance compte plusieurs militaires et religieux célèbres. Ce titre est doublement précieux, en ce qu'il jette quelque jour sur la famille et les biens de la maison de Séverac à celte époque reculée, et qu'il est le plus ancien monument écrit des actes de mariage dans le Rouergue. Et il laisse que la femme de Raymond de Séverac devait être de la Maison d'Anduze, du fait des terres qui viennent à Plaz de sa mère[2].

- IIIb.Gui III de Sévérac, fils de Déodat II, en 1167, Gui signe selon Dom Vaissette, le traité entre le comte Hugues II de Rodez et le roi Alphonse II d'Aragon. Il est l’un des partisans de Raimond-Bérenger II de Provence, contre le comte Raymond V de Toulouse. Il est présent lors de la donation du comté de Melgueil par la comtesse Béatrice au comte Raymond V de Toulouse en 1172. Gui III de Séverac est présent lors de l'ouverture du testament d'Ermessinde, comtesse de Melgueil en 1176[6]. Participant aux Guerres Baussenques, il est tué par vengeance dans une embuscade près de Montpellier le jour de Pâques, le 5 avril 1181, avec le comte Raimond-Bérenger II de Provence, qui est aussi vicomte de Gévaudan et de Melgueil, vicomte de Carlat et de Millau. Guy III n'épouse pas l'une des sept filles de Gilbert, comte de Barcelone[13], mais Sibylle, fille de Gilbert Ier de Gévaudan et Gerberge de Provence, beaux-parents de Raimond-Bérenger III de Barcelone[14]. Raimond-Bérenger III de Barcelone est donc son beau-frère.

- IVb. Gui IV de Séverac, chevalier, confirme en 1189 la donation que son père a faite à Pierre, abbé de Bonneval, de l'église de Pierrefiche. Il vit encore en 1209 et par acte du 10 juin, il donne à Déodat de Caylus, son gendre, l'usufruit du château de Saint-Gervais, diocèse de Mende, et de toutes ses dépendances. Il épouse Béatrix, héritière de la maison de Canillac, dont il n'a qu'une fille :
- Irdoine de Severac[15] qui se marie deux fois, en 1199 avec Guillaume de Rodez, fils d'Hugues et d'Agnès d'Auvergne, dont elle n'eut pas d'enfants, et vers 1209 avec Deodat de Combret, seigneur de Canillac et de Caylus, fils de Pierre, vicomte d'Eyssènes et de Marie, héritière de Caylus, dont elle eut deux filles, Guise et Beatrix, et deux fils:
- Deodat V de Canillac, seigneur de la Roche-Canillac, La Canourgue, qui épouse Meliore de Sainte-Urcize, qui font la suite des seigneurs de Canillac.
- Guy V de Séverac, marié le 23 juin 1232 avec Richarde de Panat, qui suit.

## Deuxième Maison de Sévérac

Armoiries des comtes de Rodez.

Blason des Caylus.

Blason des Combret.

La mère de Gui V, Irdoine de Sévérac (1185-1222) est l’héritière de la première Maison de Sévérac. La baronnie de Sévérac comprend en Gévaudan : la châtellenie du Recous, les paroisses d'Inos et de Saint-Georges, le bailliage de Lévejac, les paroisses de Dolan de Saint-Préjet et des Vignes, et une partie des paroisses de Banassac.
Irdoine devient la femme du comte Guillaume de Rodez, et a comme dot la contrée du Layssaguais. Le Pays Laissagais est situé entre la vallée de l'Aveyron, bordée par la forêt des Palanges, et le Causse de Sévérac. Le comte Guillaume de Rodez paraît avoir eu de pressants besoins d'argent. Il engage encore le 7 mars 1208 à Raymond VI de Toulouse, comte du Rouergue et de Toulouse, pour le prix de 20,000 sous, plusieurs châteaux provenant de la dot de sa femme, qui s'oblige elle-même dans l'acte. Le comte décède en 1208, mais ses biens ne vont pas à Irdoine, comtesse de Rodez. Se voyant sans enfants, le comte Guillaume institue pour son héritier, en 1208, Guy II d'Auvergne, son cousin-germain, qui cède ses droits à Raymond VI de Toulouse et du Rouergue.
Néanmoins et malgré le remariage de sa mère, Gui V va toute sa vie se dire fils d'une comtesse de Rodez remariée, comtissœ quondam Ruthenœ.
Irdoine de Séverac se remarie l'année suivante avec Déodat de Caylus qui prend les nom et armes de la première Maison de Séverac et est ainsi appelé à perpétuer la descendance de cette illustre maison, comme le redit le testament d'Irdoine, comtesse de Séverac en date du 1er novembre 1220.

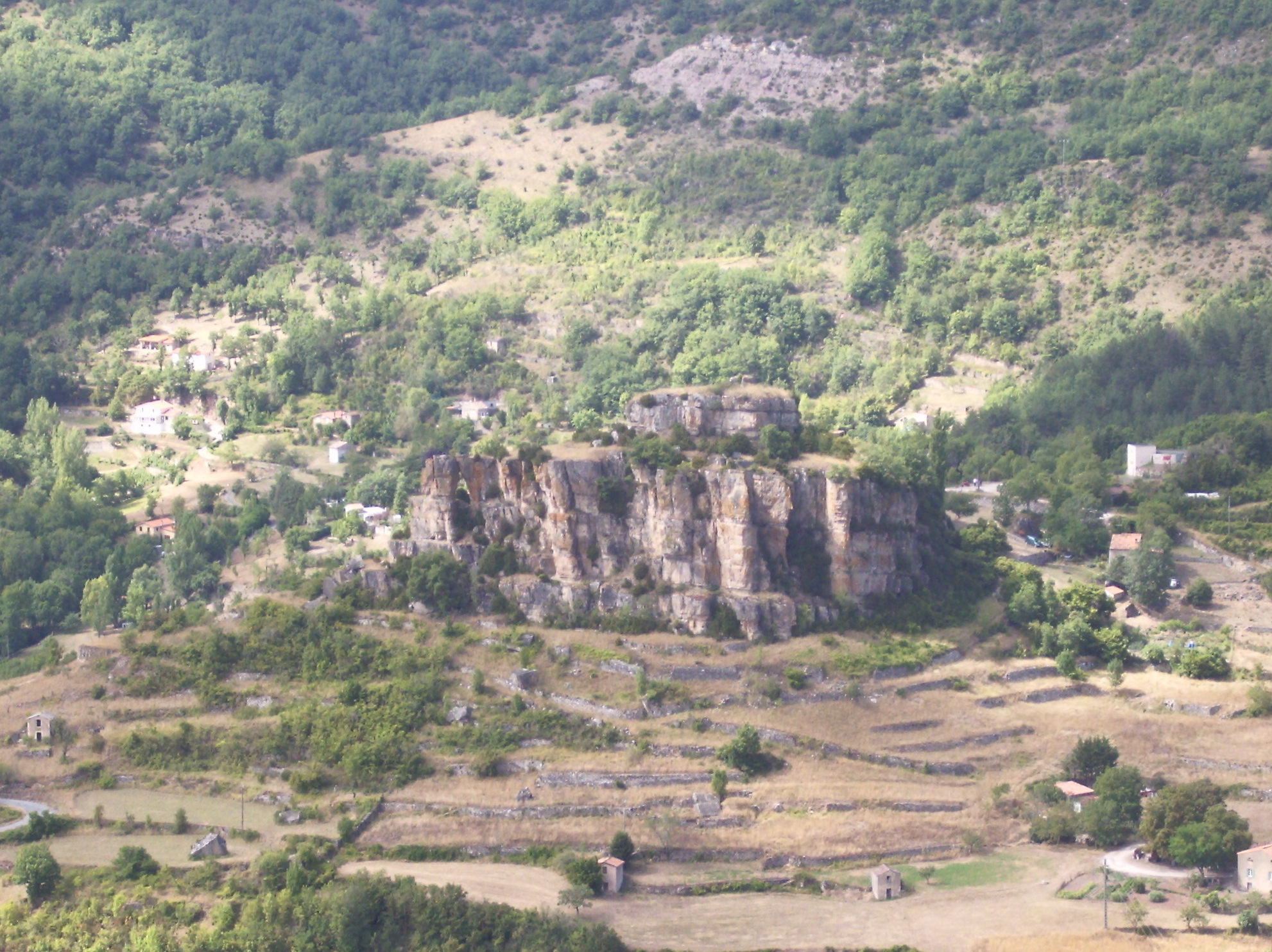
Ruines (?) du château de Caylus sur le rocher de Caylus qui domine la ville de Saint-Affrique.

I. Déodat de Caylus ou Déodat III de Sévérac (1185-1251), seigneur de Combret et Caylus est le fils de Pierre de Combret, vicomte d'Ayssènes et de Combret. Cette famille puissante cumule au XIIIe siècle, sous des noms divers, d'immenses territoires depuis le Gévaudan jusqu'au Bas-Languedoc. Sa mère, Marie de Caylus est dame de Caylus, Saint-Affrique, Bournac, dans le Rouergue et du château de Montaigut, en 1192. Les seigneurs de Caylus, d'ancienne chevalerie et de haut baronnage, sont connus avant l'an 1000 et comptent dès celte époque reculée parmi les plus puissants du pays. C'est à tort qu'un ancien généalogiste les fait descendre, au commencement du XIIIe siècle, des vicomtes d'Ayssènes, en Vivarais, du surnom de Olargi. Un grand nombre de monuments prouvent que la maison de Caylus est présente en Rouergue deux cents ans avant cette époque, c'est-à-dire dès l'origine même des fiefs, et qu'elle tire son nom de l'antique château dont on voit encore les ruines près Saint-Affrique.
II. Gui V de Sévérac ou de Caylus-Sévérac, est né vers 1210, peut-être, dans le château familial de Sévérac, dans le Rouergue et décédé en 1273, à la croisade, sur la route de Jérusalem. Gui de Séverac, seigneur de Sévérac, rend hommage à l'évêque de Mende, le 3 mai 1244, pour les châteaux de Lévéjac, Dolan, ainsi que la forteresse dels Roces. Il est armé chevalier, le 25 décembre 1244, par le comte Raymond VII de Toulouse. Il est tige de la deuxième Maison des Sévérac. Son père, Déodat de Caylus, dit Déodat le cathare, est un descendant des seigneurs de Combret par son père et des seigneurs de Caylus par sa mère. La mère de Gui IV est l’héritière des Séverac et la veuve du comte Guillaume de Rodez. Pendant son enfance, Simon IV de Montfort assiège et prend, en 1214, le château de Sévérac. Selon Dom Vaissette, son père, le seigneur des lieux, à la tête d'une troupe de routiers qui y étaient en garnison, infestait tous les environs et faisait des courses jusqu'au Puy. Montfort s'étant emparé de cette forteresse, en confie la garde à l'évêque de Rodez et à Pierre Bermond, seigneur de Sauve. Néanmoins, il ne tarde pas à rendre au seigneur de Séverac tous ses domaines, et même son château dont il reçoit hommage. Son père, Déodat de Caylus se convertit et part même à la croisade en 1248. Toute sa vie Séverac va lutter même contre l’évêque de Rodez pour retrouver ses droits et augmenter le nombre de ses châteaux et fiefs. Motet de la Panouse, en mai 1259, lui vend tout ce qu'il possède au château de La Panouse et dans son mandement. En 1270, avant de partir à la croisade, Gui IV accorde des allègements et des franchises d'impôts importants aux habitants de Sévérac. Sévérac n’assiste pas à la huitième croisade entreprise sous le pontificat de Clément IV en 1268 et terminée en 1270, comme l’écrivent à tort certaines sources. Selon les actes il part après fin 1270. Toutefois sa présence à la croisade est constatée par un titre original des Archives du royaume. Il meurt là-bas en 1273. Il a son nom et les armes de sa famille, qui figurent dans la quatrième des salles des Croisades du château de Versailles. Le nom et les armes de son père, Déodat de Caylus, figurent dans la troisième des salles des Croisades.